# Ahearn House and Summer House
Die Häuser Ahearn House and Summer House (auch David Curran House bzw. Daniel Lombard House) sind zwei Wohngebäude in Wellfleet im Bundesstaat Massachusetts der Vereinigten Staaten, die 1984 gemeinsam als Baudenkmäler in das National Register of Historic Places eingetragen wurden. Das Summer House ist ein Nebengebäude auf dem Grundstück des Haupthauses. Das Grundstück mit den Gebäuden ist Teil der Cape Cod National Seashore.

## Architektur
Das Hauptgebäude wurde ca. 1817 auf einem 6,3 Acres (2,5 ha) großen Grundstück errichtet. Es verfügt über eineinhalb Stockwerke und ein Holzrahmenwerk, das auf einem Fundament aus Ziegelsteinen ruht. Das Dach ist mit Holzschindeln gedeckt. Die mit Holzbrettern verkleideten Außenwände werden von einem Gesims umrahmt, das mit neuem Gebälk wahrscheinlich Mitte des 19. Jahrhunderts hinzugefügt wurde.
Das Nebengebäude stammt ebenfalls aus dem 19. Jahrhundert und wurde ursprünglich als Werkstatt – wahrscheinlich zur Herstellung von Schuhen – genutzt. Es besteht wie das Hauptgebäude aus Holz und verfügt über einen angebauten Schuppen, der Mitte des 20. Jahrhunderts hinzugefügt wurde.

## Geschichte
Am 8. Dezember 1817 erwarb Daniel Lombard das Grundstück von Isaac Pierce. 1851 verkaufte er es „mitsamt Wohnhaus, Nebengebäuden, Obstbäumen und einem das Grundstück eingrenzenden Zaun“ an den aus Wellfleet stammenden Justin Williams. Es blieb bis in das 20. Jahrhundert hinein in der Williams-Familie, bevor es Joseph Ahearn erwarb, nach dem es heute benannt ist. Das Haupthaus ist auch als David Curran House bekannt, jedoch konnte nachgewiesen werden, dass der 1785 geborene David Curran tatsächlich nie dort gelebt hat.

## Historische Bedeutung
Das Aussehen des Ahearn House entspricht sowohl von innen als auch von außen noch weitgehend dem Originalzustand und zählt damit zu den am wenigsten veränderten Gebäuden im Eigentum des National Park Service. Es repräsentiert die für das 19. Jahrhundert typische Architektur der Wohnhäuser am Cape Cod, deren Ursprünge bis in das 17. Jahrhundert zurückreichen. Analog gilt dies für das benachbarte Summer House.